# Самойловы
Самойловы (Самуйловы) — графский и дворянские роды столбового дворянства.
Есть несколько фамилий Самойловых:
1. Самойловы герба Сулима, происходящие от польской дворянской фамилии, которой родословие по польским летописям открыто с 1392 года. Сюда принадлежал угасший род графов Самойловых (в гербовник не внесены).
2. Потомки Иродиона Самойлова, жившего в конце XVI века (в гербовник не внесены).
3. Самойловы, предки которых служили в Сибири в 1651 году (Герб. Часть XI. № 35).
4. Потомки Петра Лаврентьевича Самойлова, написанного в дворянах в 1676 году (Герб. Часть IX. № 101).
5. Есть также несколько родов Самойловых нового происхождения (в гербовник не внесены)[1].

## Происхождение и история рода
По семейным преданиям графов Самойловых, родоначальник их белорусский шляхтич Никита Самуйло (пол. Samujło), герба Сулима, выехал в Россию в первой половине XVI века.
Самойловы происходят от знаменитой польской фамилии, родословие которых, по сохранившимся в Польше летописям, открыто с 1392 года. Предки фамилии отличались там разнообразными республики служению, благородному их достоинству соответствовали, а в 1563 году, когда царь и великий князь Иван Васильевич покоря оружию своему город Полоцк, пленил и всё бывшее там воинство, один из оных предков, Никита Васильевич Самойлов, остался с прочими под державою Монархов Всероссийских. Его внук Фёдор Лукич Самойлов получил от Ивана Грозного вотчины в Устюженском и Угличском уездах, которые были проданы Борису Фёдоровичу Годунову (1596). Потомок Фёдора Лукича Самойлова Феодосий Львович Самойлов обосновался в Великом Устюге. Его сыновья: Николай, Василий и Евлампий владели паровыми мукомольными заводами.

## Графы Самойловы
Александр Николаевич Самойлов возведён в графское достоинство Римской империи (7 февраля 1793), а в графское достоинство Российской империи (1 января 1795). Род графов Самойловых пресёкся (23 июля 1842) со смертью графа Николая Александровича Самойлова, не оставившего потомства.
- Варфоломей Лаврентьевич Самойлов был при Петре Великом воеводой в Переяславле-Залесском. Из его внуков Николай Борисович (1718—1791) обер-прокурор Сената, тайный советник, сенатор, женат на Марии Александровне Потёмкиной, а его брат Александр Борисович (1724—179?) — полковник (1762), правитель Владимирского наместничества (1778), женат на Дарье Васильевне Даниловой (по первому мужу Остафьева).

- граф Александр (1744—1814) — российский военный и государственный деятель, генерал-прокурор Правительствующего сената с 1792, жена Самойлова, Екатерина Сергеевна.

- граф Самойлов, Николай Александрович (1800—1842) — Капитан лейб-гвардии Преображенского полка, жена — графиня Юлия Павловна Самойлова (1803—1875) — дочь генерала Палена и Марии Скавронской.
- Граф Самойлов Григорий Александрович — командор Мальтийского ордена, ранен на стене Браилова, во главе штурмующей колонны (1808) (17 лет от роду), погиб при взятии турецкой крепости (1811)[3][4].

## Описание гербов

#### Герб Самойловых 1785 г.
В Гербовнике Анисима Титовича Князева 1785 года имеется изображение печати с гербом обер-прокурора Сената, тайного советника, сенатора Николая Борисовича и его брата Александра Борисовича Самойловых: внизу золотого поля щита, изображен малый щиток, в красном поле которого находятся три золотые фигуры драгоценных камней (две вверху, а одна внизу). Из малого щитка, наполовину, виден одноглавый чёрный орёл с распростёртыми крыльями и повернутой влево головой. Щит увенчан дворянским шлемом, без шейного клейнода и короной графского достоинства.. Нашлемник: наполовину одноглавый орёл с распростёртыми кряльями и повернутой влево головой (намёт отсутствует). Вокруг щита фигурная виньетка.
Примечание: изображенный на печати герб представляет собой польский герб Сулима, которым, в числе прочих фамилий, пользуются фамилии Samojfowicz и Samujfo. Наличие графской короны в гербе, может означать, что на печати, изображён не внесённый в гербовник графский герб Самойловых.

#### Герб. Часть IX. № 101.
Герб потомства Петра Лаврентьевича Самойлова: в верхней половине щита, в зелёном и чёрном полях, крестообразно означены серебряная секира и стрела. В нижней серебряной половине, перпендикулярно изображена красная городовая стена и по сторонам неё две подковы, шипами обращённые вниз. Щит увенчан дворянским шлемом и короной со страусовыми перьями. Намёт: зелёный, подложенный серебром.
Примечание: Пётр Лаврентьевич писан в Рыльских дворянских книгах дворянином с поместным окладом в 1676 году. Род внесён в VI часть древнего дворянства Курской губернии.

#### Герб. Часть XI. № 35.
Герб Самойловых, предки которых служили в Сибири в 1651, 1662 и других годах: щит поделён горизонтально. В верхней, в голубой части, золотое орлиное крыло, по диагонали вверху и внизу две шестиконечные золотые звезды. Нижняя часть поделена вертикально: в зелёной части, накрест, золотые знамя и булава, внизу между ними серебряный полумесяц обращенный рогами вправо. В красной части, с левой стороны, видна выходящая из серебряного облака рука в золотых латах с золотым же мечом (польский герб Малая Погоня). Над щитом дворянский шлем с короной. Нашлемник: три серебряных страусовых пера. Намёт: справа — голубой с золотом, слева — зелёный с золотом.
Примечание: предки древнего рода Самойловых служили в Сибири и за приведение иноверцев под Российскую Державу были пожалованы землями, чарою и сукнами. Происходящему из этого рода Николаю Самойлову 7 февраля 1836 года пожалован диплом на потомственное дворянство.

## Известные представители
- Самойлов Гавриил — голова у снаряда в полку князя Барятинского (1605).
- Самойлов Иван Григорьевич — галичский городовой дворянин (1628).
- Самойлов Иван Яковлевич — смоленский дворянин, был на службе против поляков (1634).
- Самойлов Парфений — воевода в Ядрине (1651).
- Самойлов Первый — сын боярский, воевода в Баргузинском остроге (1664—1665) в Иркутске (1668—1669).
- Самойлов Петр Астафьевич — дьяк Казанского дворца (1668), воевода в Астрахани (1671—1675) (два раза)[7].
- Самойлов Борис Варфоломеевич — подполковник, ранен при взятии Нарвы[3].
- Самойлов Пётр Сергеевич — российский музыкант, бас-гитарист рок-группы «Алиса»[источник не указан 710 дней].